# گردشگری در جزایر جنوبی ایران

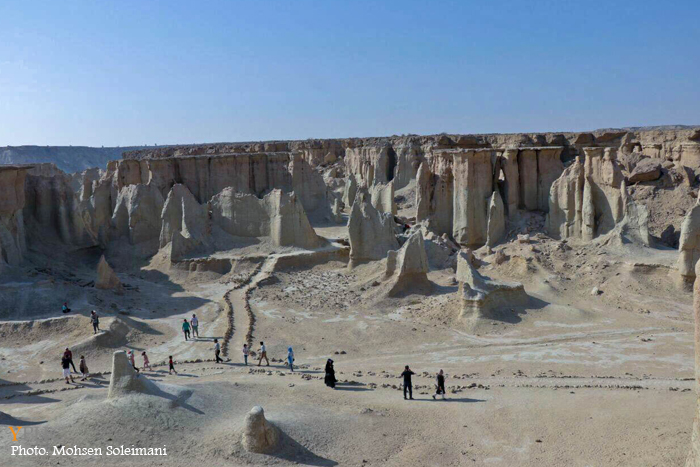
گردشگران در جزیره قشم

گردشگری در جزایر خلیج فارس، یکی از انواع گردشگری در  ایران و مناطق مخلف جزایر خلیج‌فارس است که برای بسیاری از ایرانیان ناشناخته باقی‌مانده است. جزایر عباسک، بونه، تنب بزرگ و کوچک، لارک، هرمز، ناز، خور موسی و… از جزایر خلیج‌فارس هستند که در استان خوزستان، بوشهر و هرمزگان قرار دارند.

## جزایر استان هرمزگان
استان هرمزگان با دارا بودن چهارده جزیره و داشتن سفرهای دریایی یکی از استان‌های متفاوت در نوع سفر و راه‌ها شناخته می‌شود. بافت جمعیتی استان تنوع دارد و از شرق با فرهنگ و سنن بلوچ‌ها شروع می‌شود و پوشش مردم بخصوص زنان بسیار شبیه بلوچ‌ها است. در مرکز و غرب استان، بیشتر فرهنگ بومی منطقه جریان دارد و لباس آن‌ها بیشتر فرنگی است. زنان پوشش مشهور بندری دارند که لباسی است با پارچه‌های رنگی شاد قرمز، سبز، زرد و آبی و اکثراً زری‌بافی شده‌اند. همچنین شماری از مردم این استان از ایرانیان آفریقایی‌تبار هستند.

از ۳ طریق ریلی، بزرگراه‌ها و هواپیما می‌توان به استان هرمزگان سفر کرد. این استان دارای ۵ فرودگاه مسافری در شهرهای بندرعباس، بندرلنگه، قشم، کیش و ابوموسی است. مسافرانی که هرمزگان را به‌عنوان یکی از مقاصد گردشگری انتخاب می‌کنند می‌توانند سفرهای دریایی را هم با شناورهای پیشرفته مسافری تجربه کنند. در سال ۱۳۹۴، بنادر هرمزگان با ۹۹ فروند شناور با ظرفیت ۱۹۰۰ دستگاه خودرو و جابجایی ۵ میلیون مسافر ۹۵درصد از سفرهای دریایی کشور را بر عهده‌دارند.

### جزیره کیش
این جزیرهٔ بیضی‌شکل در جنوب غربی بندرعباس واقع‌شده‌است.
در اسفند ۱۳۹۳ در جزیره کیش بیش از شصت هتل و هتل‌آپارتمان و کمپ‌های گردشگری آماده پذیرایی از مسافران بودند.
برخی از فعالان گردشگری ارائه‌کنندهٔ تورهای گردشگری، برای گردشگران جزیره کیش، «تورهای دریایی» سفر به ابوموسی، تنب بزرگ و تنب کوچک را نیز برگزار می‌کنند. به همین منظور، به‌تازگی کشتی‌های کروز برای حمل مسافران خریداری‌ شده‌است.

### جزیره قشم
«جزیره قشم» بندر آزاد تجاری است که سواحل آن برای ایجاد لنگرگاه مناسب است. این جزیره ۱۵ بندر صیادی و تجاری دارد.
در اسفند ۱۳۹۳ در جزیره قشم بیش از شصت و پنج هتل و هتل‌آپارتمان، بیست و شش اقامتگاه گردشگری روستایی، ده‌ها خانه مسافر و کمپ‌های اقامت برای مسافران آماده‌شده‌است. در خصوص اقامتگاه‌های گردشگری روستایی نیز، در نوروز به دلیل شرایط خاص و حضور میلیونی مسافران در جزیره (از ۲۵ اسفند ماه شروع و تا ۱۵ فروردین، ایام پیک نوروزی)، این اقامتگاه‌ها با عنوان کاشانه مهمان به اسکان و پذیرایی مسافران می‌پردازند. در نوروز ۹۴ هفت کمپینگ بزرگ که هرکدام بیش از ۵۰۰۰ نفر ظرفیت داشتند در شهرهای قشم، درگهان، سوزا و لافت ایجاد شد و مسافران می‌توانستند در این کمپ‌ها چادر برپا کنند.
ظرفیت لازم برای راه‌اندازی تور گردشگری از جزیره قشم به جزایر ابوموسی و تنب بزرگ و کوچک وجود دارد.

### جزیره ابوموسی
خلیج‌فارس دریای کم‌عمقی برای نفت‌کش‌ها شمرده می‌شود و نفت‌کش‌ها پس از بارگیری نفت در مخازنشان به‌شدت سنگین شده و کف آن‌ها به کف خلیج‌فارس نزدیک می‌شود، در نتیجه خطر به گل نشستنشان زیاد می شود. تنها مسیر قابل کشتیرانی برای نفت‌کش‌های حامل نفت، فاصلهٔ میان جزیره ابوموسی و تنب است.
جنوبی‌ترین جزیرهٔ ایرانی آب‌های خلیج‌فارس، جزیره ابوموسی است. این جزیره در هفتاد و پنج کیلومتری بندرلنگه واقع‌ شده‌است. هم‌اکنون در این سال‌ها خط کشتیرانی ابوموسی به بندرلنگه به سفرهای دریایی ایران اضافه‌شده‌است و همچنین برای سفر به جزیره ابوموسی می‌توان با هواپیما از بندرعباس به آنجا رفت. ساخت اسکله تفریحی در ابوموسی ازجمله مواردی است که حاکی از توجه دولت به توسعه و رونق اقتصادی در جزایر است. در این منطقه امکانات رفاهی، خدماتی و شناورها و باجه‌های مناسبی برای مسافران دریایی در نظر گرفته‌شده‌است.

### جزیره لاوان
جمعیت آن در حدود دو هزار و پانصد نفر است. آب‌وهوای آن گرم و مرطوب و دمای آن در تابستان به حدود ۵۰ درجه سانتی‌گراد می‌رسد. کالای صادراتی جزیره مروارید آن است.

### جزیره هندرابی
این جزیره در حدفاصل بین ۲ جزیرهٔ کیش و لاوان قرار گرفته‌است.

### جزیره شتور
جزیره غیرمسکونی «شتور» یا «شیدور»، به این جزیره «جزیره ماران» نیز گفته می‌شود.

### جزیره فرور بزرگ
در جزیرهٔ «فرور بزرگ» بقایای ساختمان‌های مخروبه و اراضی کشاورزی بایر و چاه‌های آب به همراه ۱ چراغ دریایی به نشانهٔ مسکونی بودن جزیره در زمان‌های گذشته، وجود دارد. البته در حال حاضر تنها تعدادی مأمور دولتی در آن حضور دارند.

### جزیره فرور کوچک
نام دیگر این جزیره «فرورگان» است که در جنوب فرور بزرگ و شمال جزیرهٔ سیری قرار دارد. 

### جزیره لارک
جزیره لارک از جزیره های گردشگری جنوب ایران است. در این جزیره یک کمپ اقامتی وجود دارد که پذیرای گردشگران می باشد. در این جزیره که توسط دهیاری آنجا اداره می شود، با استفاده از چوب و سیمان، کمپهای کپری ساخته شده است.
- جزیره هرمز
- جزیره هنگام
- جزیره تنب بزرگ
- جزیره تنب کوچک
- جزیره سیری

## جزایر استان خوزستان

### جزیره مینو
مینوشهر، شهر کوچکی در جزیره مینو است که دارای جمعیتی حدود ۱۲۰۰۰ نفر است و بیشتر کاربردی تفریحی برای مردم  شهرهای آبادان و خرمشهر دارد.

## جزایر استان بوشهر

### جزیره خارک
یکی از مهم‌ترین پایانه‌های صادرات نفت ایران در این جزیره است. جزیرهٔ خارک برای ایجاد لنگرگاه‌ها، با مزایای طبیعی و سواحل عمیق آن برای پهلو گرفتن نفت‌کش‌های اقیانوس‌پیما بسیار مناسب است.
از آثار کشف‌شده در کاوش‌های جزیرهٔ خارک که از دورترین ایام تاریخ خصوصاً از زمان ساسانیان، پارت‌ها و دورهٔ اسلام به‌جای مانده می‌توان گور دخمه‌های پالمیران، معبد نپتون آتشکدهٔ زرتشتیان، کلیسا و دیر نسطوریان، قبرهای سنگی و قبرهای ستودان را نام برد. در حال حاضر تنها افرادی می‌توانند در جزیره عبور و مرور کنند که یا ساکن جزیرهٔ خارک بوده یا موفق به دریافت مجوز از فرمانداری استان بوشهر شوند.

### جزیره فارسی
به دلیل وجود ایستگاه هواشناسی اهمیت ویژه‌ای دارد و ایستگاه هواشناسی جزیرهٔ فارسی، اطلاعات هواشناسی را به تمام شرکت‌های کشتیرانی می‌رساند. این جزیره حد فاصل بین ایران و عربستان است و زیر نظر استانداری بوشهر اداره می شود. استانداری بوشهر به دلیل موقعیت خاص این جزیره و نفت‌خیزی منطقه، اجازه ورود هر کسی را به آن منطقه نمی‌دهد.